# Hyoscyamus kopetdaghi
Hyoscyamus kopetdaghi är en potatisväxtart som beskrevs av Antonina Ivanovna Pojarkova. Hyoscyamus kopetdaghi ingår i släktet bolmörter, och familjen potatisväxter. Inga underarter finns listade i Catalogue of Life.